# 雜色珍燈魚
雜色珍灯鱼（学名：Lampanyctus festivus）为輻鰭魚綱燈籠魚目灯笼鱼科的其中一種。分布于全球三大洋海域，為深海魚類，棲息深度40-1052公尺，體長可達13.8公分。

## 扩展阅读
維基物種上的相關：雜色珍灯鱼